# Sven Skald
Sven Erik Skald, född 27 augusti 1905 i Stockholm, död 8 juli 1975 i Hässelby församling, var en svensk målare.
Han var son till vaktmästaren vid Liljevalchs konsthall Erik Eugen Skald och Signe Euphrosyne Berg och från 1935 gift med Maja Elisabet Larsson. Skald började måla tidigt i sin ungdom men kunde bara avsätta sin fritid till konstnärlig verksamhet och försörjde sig som metallarbetare vid olika mekaniska verkstäder i Stockholm. I början av 1920-talet deltog han i Tekniska aftonskolans teckningsundervisning och på 1930-talet deltog han i ett par av Arbetarnas bildningsförbunds konstkurser där han som lärare hade Harald Lindberg och Göte Hennix. Han insjuknade i ledgångsreumatism 1944 och tvingades  sluta med sitt arbete vid metallverkstaden och studerade därför vidare inom konsten för Börje Hedlund vid Iván Grünewalds målarskola i Stockholm och under studieresor till Danmark, Tyskland, Frankrike, Spanien, Marocko, Portugal, Grekland och Jugoslavien. Separat ställde han bland annat ut i Nynäshamn 1949, Varberg, De ungas salong i Stockholm, Örnsköldsvik, Karlskoga och Göteborg. Tillsammans med Gerry Eckhardt och Bo Y:son Sjöberg ställde han ut i Värnamo 1955. Han medverkade i Sveriges allmänna konstförenings salonger i Stockholm från 1945 och Sveriges allmänna konstförenings utställning Svart och vitt på Konstakademien 1955 samt Liljevalchs Stockholmssalonger. Hans konst består av landskapsskildringar från Lappland till Bornholm och motiv från sina resor i Europa där han lyckades fånga en lokal atmosfär utförda i pastell eller olja. Skald är representerad vid Solhems folkskola med oljemålningen Regnig dag.  